# Löw-Beerové
Löw-Beerové byla moravská rodina židovských německých průmyslníků původem z Boskovic, spjatá s pražským Maharalem, rabim Löwem.

## Původ rodu

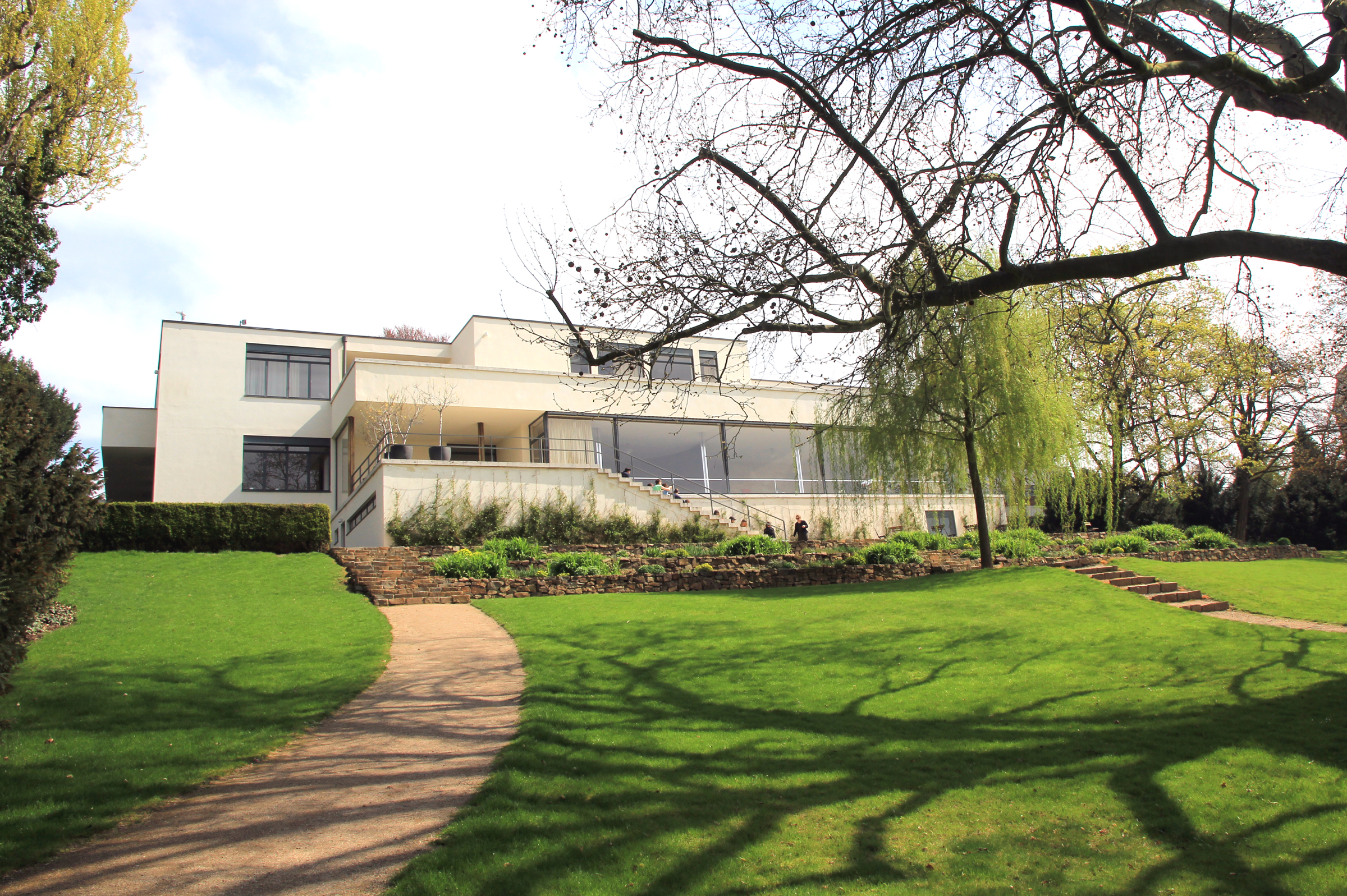
Vila Tugendhat

Rod Löw-Beerů přišel na Moravu v 17. století. Později se rodina výrazně podílela na průmyslovém rozvoji na Moravě. Vybudovala postupně průmyslový koncern, specializovaný na výrobu vlněných látek, a zabezpečila tak velký počet pracovních míst, díky čemuž se místně podstatně snížila nezaměstnanost. Dokonce pro své zaměstnance nechali postavit úřednické a dělnické domky, pro jejich děti mateřskou školu. Na Vánoce vždy děti rodiny Löw-Beerů (ač byly židovského vyznání) chodily obdarovávat chudší děti hračkami, cukrovím, ovocem či oblečením. Jejich zaměstnanci jako příspěvek dostávali každoročně kvalitní vlněné látky vyráběné v rodinných továrnách.
Výraznou osobností rodiny byl Alfred Löw-Beer (16. května 1872, Vídeň – 10. dubna 1939 poblíž Stříbra), syn Maxe a jeho manželky Pauline Löw-Beerovým. Ve svých 29 letech se ve Vídni oženil s Mariannou Wiedmannovou. Manželé měli tři děti, jedním z nich byla Grete, jíž po jejím druhém sňatku s rovněž textilním průmyslníkem Fritzem Tugendhatem daroval v roce 1929 část svého pozemku v Brně-Černých Polích jako věno. Grete na tomto pozemku nechala se svým manželem a s velkou finanční pomocí svého otce vystavět slavnou vilu Tugendhat, navrženou německým architektem Ludwigem Miesem van der Rohe, která je již po dlouhou dobu zapsána do seznamu světového dědictví UNESCO.
Karolina, rozená Löw-Beerová byla manželkou moravského rabína Barucha Jakoba Placzka. Manželé měli sedm dětí: Sáru, Lindu, Idu, Emmu, Alfreda, Oswalda a Irmu.

## Osobnosti rodu
- Moses Löw-Beer (1794–1851), průmyslník
- Max Löw-Beer (1829–1887) průmyslník a obchodník s textilem a Pauline Löw-Beerovým
- Alfred Löw-Beer (1872–1939), průmyslník
- Leopold Löw-Beer (1834–1893)
- Jonas Löw-Beer (1845–1924)
- Rudolf Löw-Beer (1865–1953), průmyslník
- Paul Löw-Beer (1910–2003), rakouský chemik a podnikatel